# Sundänge
Sundänge är en ort i Kolsva socken iv Köpings kommun. Sundänge ligger på östra sidan av Västlandasjön cirka 12 km nordväst om Köping.
SCB klassade Sundänge som en småort vid avgränsningarna till och med år 2000, för att vi senare avgränsningar inte längre räknas som en småort. Från 2015 avgränsar SCB här åter en småort.